# Au Yeong Wai Yhann
Au Yeong Wai Yhann (* 18. Januar 1999 in Singapur) ist eine singapurische Squashspielerin.

## Karriere
Au Yeong Wai Yhann spielte 2017 erstmals auf der PSA World Tour und gewann auf dieser bislang zwei Titel. Der erste Titelgewinn gelang ihr im September 2023 in Böblingen. Ihre höchste Platzierung in der Weltrangliste erreichte sie mit Rang 81 am 1. April 2024.
Noch während ihrer Zeit bei den Juniorinnen wurde sie 2016 erstmals in das Aufgebot der singapurischen Nationalmannschaft berufen. Bei den Asienmeisterschaften belegte sie dabei mit der Mannschaft Rang sechs. Sie debütierte 2017 auf der PSA World Tour dank einer Wildcard bei einem Turnier auf den Philippinen, wo sie in der ersten Runde ausschied. Im selben Jahr vertrat sie Singapur bei den Südostasienspielen. Im Mixed erreichte sie das Viertelfinale, während sie im Doppel Bronze und mit der Mannschaft Silber gewann. Bei den Asienmeisterschaften im Einzel in Chennai kam sie gegen Liu Tsz-Ling nicht über die Auftaktrunde hinaus.
2018 schloss Au mit der Nationalmannschaft die Asienmeisterschaften auf dem neunten Platz ab. Ein Jahr darauf gewann Au bei den Südostasienspielen im Einzel die Bronzemedaille. Im Halbfinale unterlag sie in drei Sätzen gegen Rachel Arnold. Mit der Mannschaft gewann sie erneut die Silbermedaille. Bei den Weltmeisterschaften im Doppel und Mixed 2022 startete Au gemeinsam mit Aaron Liang in der Mixedkonkurrenz und schloss diese auf Rang vier ihrer Vorrundengruppe ab. Im November 2022 belegte sie bei den Asienmeisterschaften mit der Mannschaft den siebten Platz. Au nahm im April 2023 an der Qualifikation für die Weltmeisterschaft 2022/23 teil, in der sie in der ersten Runde ausschied. Zwei Monate später erreichte sie bei den Asienmeisterschaften das Achtelfinale. Dieses verlor sie gegen Chan Sin-Yuk in drei Sätzen.
Von 2018 bis 2023 wurde Au sechsmal in Folge singapurische Landesmeisterin. Sie hat ein Studium an der University of the West of England in Bristol abgeschlossen.

## Erfolge
- Gewonnene PSA-Titel: 2
- Südostasienspiele: 2 × Silber (Mannschaft 2017 und 2019), 2 × Bronze (Einzel 2019, Doppel 2017)
- Singapurische Meisterin: 6 Titel (2018–2023)